# 中国铁路南昌局集团
中国铁路南昌局集团有限公司，简称南昌局集团、南局、南铁、南；原称南昌铁路局；是中国国家铁路集团下属公司。
南昌局集团主要经营江西、福建两省全部和湖北省小部分铁路运输及其相关产业，管辖京九、沪昆、武九、铜九、皖赣、鹰厦、峰福、赣龙、温福、福厦、厦深、龙厦、昌福（含永莆）、昌九城际等干线和60余条支线。至2012年末，总管辖铁路里程7236.056公里。下辖南昌机务段、向塘机务段、福州机务段、鹰潭机务段。管内铁路东至台湾海峡西岸，西至湘赣省界，北至湖北、安徽省界，南至赣粤省界。京九、沪昆两大铁路干线经过南昌局集团管辖范围。

## 沿革

### 首次成立
1958年1月1日铁道部决定撤销上海铁路管理局的上饶分局以及广州铁路管理局的南昌分局，成立南昌铁路管理局（10月改称南昌铁路局），隶属铁道部，该局管辖浙赣线金华古方间192公里处至新余河下间743公里处。向南、南浔、鹰厦、外福线等计1446.6公里线路。同时中共南昌铁路管理局委员会成立，隶属铁道部党（委）组和中共江西省委双重领导；1958年6月成立中共南昌铁路局委员会。:343-344
1959年1月福州铁路局成立，南昌铁路局管辖调整为浙赣线新塘边下镇间326.5公里处至老关醴陵间889.5公里处，鹰厦线鹰潭至铁关村间74公里处，向南、南浔线等，合计808.7公里；年底增加丰城支线，计管辖850.9公里。
1961年7月长沙铁路局撤销，将醴陵 - 姚家坝区间划给南昌局管辖:1。
1963年4月1日，铁道部撤销南昌铁路局:344，并入上海铁路局，改为南昌铁路分局:大事记。

### 第二次成立
1965年5月15日福州铁路局并入还没正式设立了的南昌铁路局:344:附录>>一、大事年表>>中华人民共和国
1965年6月1日根据铁道部决定，将上海铁路局所辖的南昌铁路分局划给新成立的南昌铁路局管辖，两局分界在浙赣线K186.500处（金华站信号机外）。:344:大事记
南昌局管辖浙赣线金华白龙桥间186.5公里处至羊石五里墩间937公里处和向九、鹰厦、外福线及张塘等支线，共计2094.6公里。6月中共南昌铁路局委员会成立。南昌、福州分局成立党委，分局党委、直属机关党委和基建处党委均设政治处，同时成立南昌铁路区工会和共青团南昌铁路局委员会。:344
1976年1月1日南昌铁路局新设成立鹰潭铁路分局:503。故下辖有三个铁路分局。
1984年10月1日南昌铁路局撤销:345。三个分局并入上海铁路局。

### 撤销期间
1986年10月5日鹰潭铁路分局撤销，并入南昌分局。而期间福州分局未变。

### 第三次成立
1996年8月8日成立南昌铁路局:图片。1997年，南昌铁路局进行了工商登记。
2004年5月9日上海铁路局辖的福州铁路分局和南昌铁路局合并，南昌铁路局将继续采用路局直管站段，并在福州市原福州铁路分局驻地设立南昌铁路局福州办事处。
2007年5月，铁道部把原由广州铁路集团管理的沪昆铁路湖南境内株洲至醴陵段，及其支线醴茶线，拨给南昌铁路局管辖。
截至2012年末，南昌铁路局总营业里程5166.3公里，其中国有铁路3810公里、合资铁路1356.3公里，运行时速200公里线路里程1097公里，复线里程2230.7公里、复线率43.2%，电气化里程3413.1公里、电化率66.1%。管辖车站392个，其中向塘西站为路网性编组站，鹰潭车站为区域性编组站，来舟车站为地方性编组站。2012年3季度末，全局运营资产总额1688.07亿元，职工8.8万人。局属运输站段43个，运输辅助单位4个，一级非运输企业12个；合资铁路公司5个，铁路公司（筹备组）13个。配属机车1215台，其中电力机车比重52.7%；配属时速220-250公里动车组65组，客车3273辆，其中新型空调客车比重74.3%；图定日均客运能力31.3万人，分界口货物列车187对。2012年，全局完成旅客发送量11715.3万人，货物发送量9309.3万吨，换算周转量1695.22亿吨公里。

### 公司化
2017年10月10日，南昌铁路局召开全局电视电话会议，宣布铁路总公司党组关于路局主要领导任免。铁路总公司党组决定免去卢文星南昌铁路局党委书记、委员职务，由中国铁路总公司党组另行安排工作；任命王培为中国铁路南昌局集团有限公司党委委员、书记、董事长；任命马叶江为中国铁路南昌局集团有限公司党委委员、副书记，推荐马叶江为中国铁路南昌局集团有限公司总经理人选。
2017年11月4日，经国家工商行政管理总局核准，南昌铁路局名称变更为中国铁路南昌局集团有限公司（（国）名称变核内字[2017]第5279号）。
2017年11月14日，在国家企业信用信息公示系统中，中国铁路南昌局集团有限公司已完成工商登记变更。工商登记变更后，中国铁路南昌局集团有限公司仍为中国铁路总公司100%控股的公司，公司由原先的全民所有制企业变成有限责任公司（非自然人投资或控股的法人独资）企业，注册资本由原先的1921.2630亿元变更为2255.8966亿元人民币，经营范围不变。
2017年11月19日，中国铁路南昌局集团有限公司正式挂牌。
2019年11月30日起，南昌局管内醴茶线全部移交给广州局，和广州局的分界站改为沪昆线灯芯桥站、吉衡线睦村站，两站均由南昌局管辖；茶陵至文竹联络线正式启用和分文线一同组成和分茶线，两局分界站茶陵站由广州局管辖。自此南昌局不再管辖湖南境内车站。

## 机构设置
中国铁路南昌局集团有限公司设置下列站段（所、队）：

### 直属站
- 南昌车站
- 向塘西车站
- 鹰潭车站
- 福州车站
- 厦门车站

### 车务段
- 南昌车务段
- 九江车务段
- 上饶车务段
- 赣州车务段
- 宜春车务段
- 福州车务段
- 南平车务段
- 永安车务段
- 龙岩车务段
- 漳州车务段

### 客运段
- 南昌客运段
- 福州客运段
  - 厦门动车队

### 机务段
- 南昌机务段（南局南段）
- 向塘机务段（南局向段）
- 鹰潭机务段（南局鹰段）
- 福州机务段（南局福段）

### 车辆段
- 南昌车辆段（南局昌段）
  - 南昌动车运用所
  - 南昌西动车运用所
- 南昌南车辆段
- 福州车辆段
- 福州东车辆段
- 福州动车段（南局福动）
  - 福州动车运用所
  - 福州南动车运用所
  - 龙岩动车运用所
  - 厦门北动车运用所

### 工务段
- 南昌工务段
- 南昌高铁基础设施段
- 鹰潭工务段
- 赣州工务段
- 萍乡工务段
- 福州工务段
- 南平工务段
- 永安工务段
- 龙岩工务段
- 厦门工务段

### 电务段
- 南昌电务段
- 福州电务段

### 供电段
- 南昌供电段
- 鹰潭供电段
- 福州供电段
- 厦门供电段

### 其他站段
- 南昌房产建筑生活段
- 南昌通信段
- 南昌货物供应段
- 南昌铁路保洁段
- 九江桥梁工程段
- 鹰潭工务机械段
- 福州房产建筑生活段

### 控股（持股）企业
南昌局集团控股（持股）的次级铁路资产持有企业包括：
- 龙岩铁路有限责任公司（漳龙铁路福建段）
- 武夷山铁路有限责任公司（峰福铁路横南段）
- 泉州铁路有限责任公司（漳泉肖铁路剩余路段和雪肖线）
- 东南沿海铁路福建有限责任公司（杭深铁路福建段、衢宁铁路福建段、福厦客运专线、漳汕高速铁路福建段）
- 昌九城际铁路股份有限公司（昌九城际线、武九客运专线江西段、京港高速铁路江西段、杭昌高速铁路江西段）
- 向莆铁路股份有限公司（向莆铁路、兴泉铁路）
- 福建可门港铁路支线有限责任公司
- 福建湄洲湾港口铁路支线有限责任公司
- 福州江阴港铁路支线有限责任公司
- 衡茶吉铁路有限责任公司（吉衡铁路衡茶吉铁路工程新增段）
- 沪昆铁路客运专线江西有限责任公司（沪昆高速铁路江西段）
- 京福闽赣铁路客运专线有限公司（合福客运专线江西福建段）
- 福建白马港铁路支线有限责任公司
- 福建湄洲湾南岸铁路支线有限责任公司
- 福建港尾铁路有限责任公司
- 福建罗源湾北岸铁路支线有限责任公司
- 赣龙复线铁路有限责任公司（赣瑞龙铁路江西段）
- 赣龙复线铁路(福建)有限公司（赣瑞龙铁路福建段）

## 历任领导
南昌铁路局
| 局长 - 杨建新（？—2001年） - 郭敏杰（2001年2月—2003年6月） - 陈章连（2003年—2005年） - 黄桂章（2005年—2008年9月24日） - 邵立平（2008年9月24日—2011年6月） - 郭竹学（2011年6月22日—2013年1月） - 刘振芳（2013年—2014年8月） - 王培（2014年8月—9月，暂行主持工作；2014年9月—2017年9月） | 党委书记 - 吴伟（？—2008年） - 索河（2008年—2010年） - 王秋荣（2010年—2016年） - 卢文星（2016年7月—2017年9月） |

中国铁路南昌局集团有限公司
| 董事长 - 王培（2017年9月—2022年3月） - 王培（2017年9月—2022年3月） - 熊春庚（2022年3月—2022年11月） - 汤立新（2022年11月—） | 总经理 - 马叶江（2017年—2019年8月） - 蒋辉（2019年—2019年8月） - 汤立新（2019年11月—2022年11月） - 王创路（2022年11月—2024年6月） - 姚杰（2024年7月—） | 党委书记 - 王培（2017年9月—2022年3月） - 熊春庚（2022年3月—2022年11月） - 汤立新（2022年11月—） |

## 管辖范围
南昌铁路局线路分界站（点）：京九线北端（孔垄）1277.000公里处与武汉铁路局分界，京九线南端（定南）2008.200公里处与广州铁路（集团）公司分界；沪昆线东端（新塘边）502.200公里处与上海铁路局分界，沪昆线西端（醴陵）1102.700公里处与广州铁路（集团）公司分界；皖赣线北端（倒湖）342.500公里处与上海铁路局分界；武九线（西河村）185.809公里处与武汉铁路局分界；合九线（孔垄）279.900公里处与合九铁路公司分界，漳龙线（琥市）K143.037公里处与广州铁路（集团）公司分界；杭深線北瑞（福鼎）与上海铁路局分界，杭深線南瑞（詔安）与广州铁路（集团）公司分界。
- 京九线：与武汉铁路局在 K1277+000 处交界，与广州铁路（集团）公司在 K2008+200 处交界
- 沪昆线：与上海铁路局在 K502+200 处交界，与广州铁路（集团）公司在 K1102+700 处交界
- 皖赣线：与上海铁路局在 K342+500 处交界
- 武九线：与武汉铁路局在 K185+809 处交界
- 合九线：与上海铁路局在 K279+900 处交界
- 漳龙线：与广州铁路（集团）公司在 K143+037 处交界

## 图集

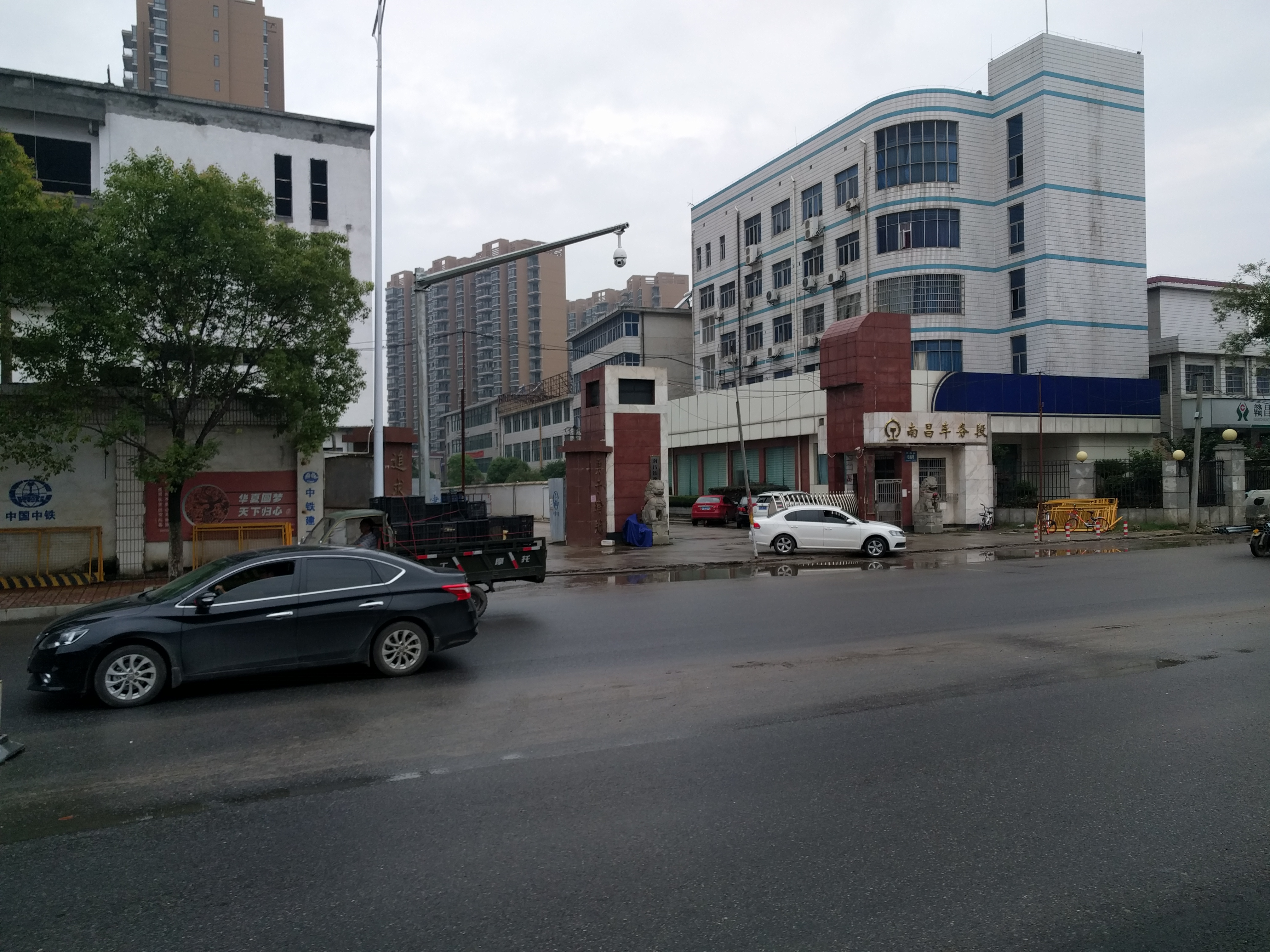
南昌车务段
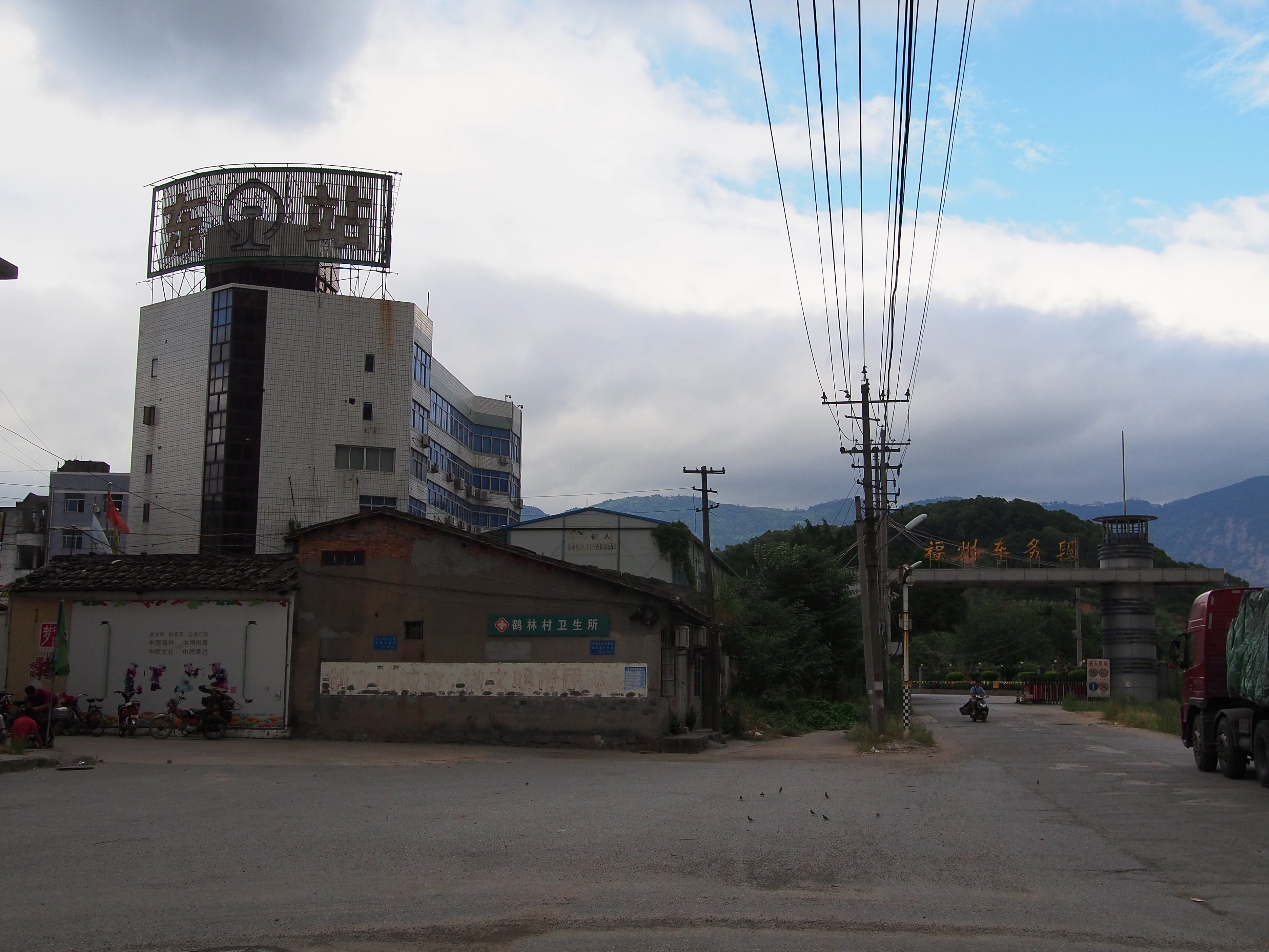
福州车务段
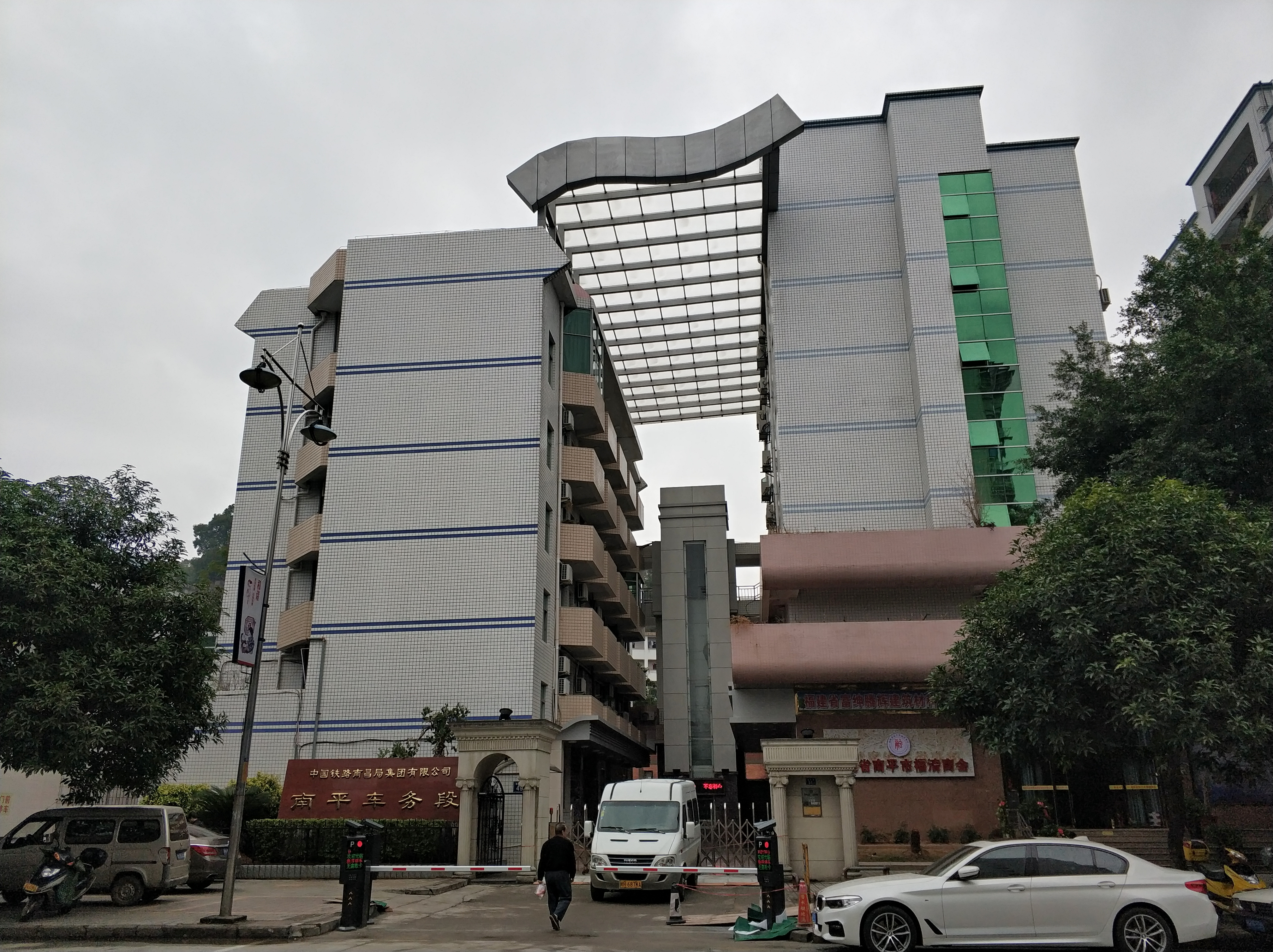
南平车务段
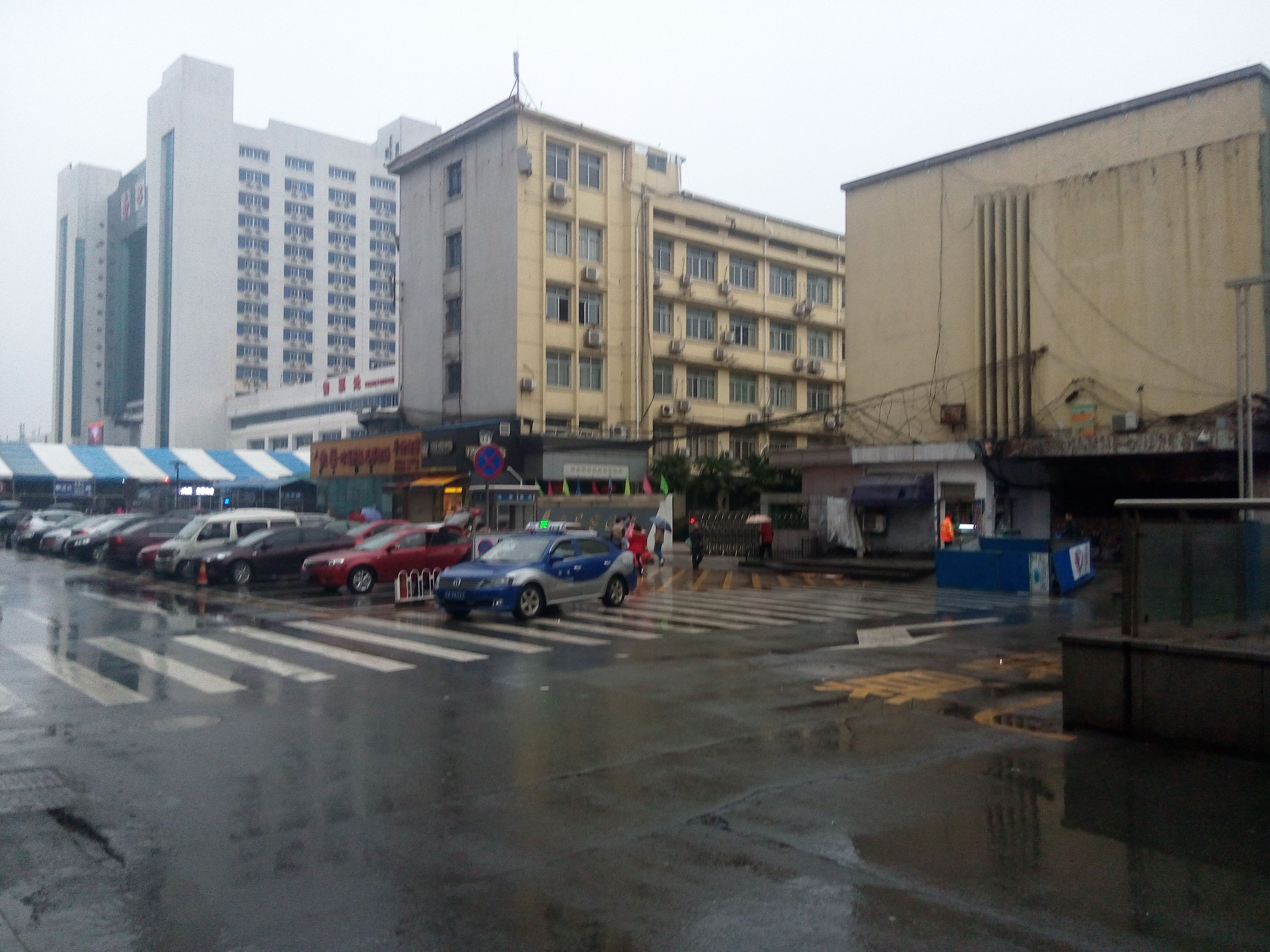
南昌客运段
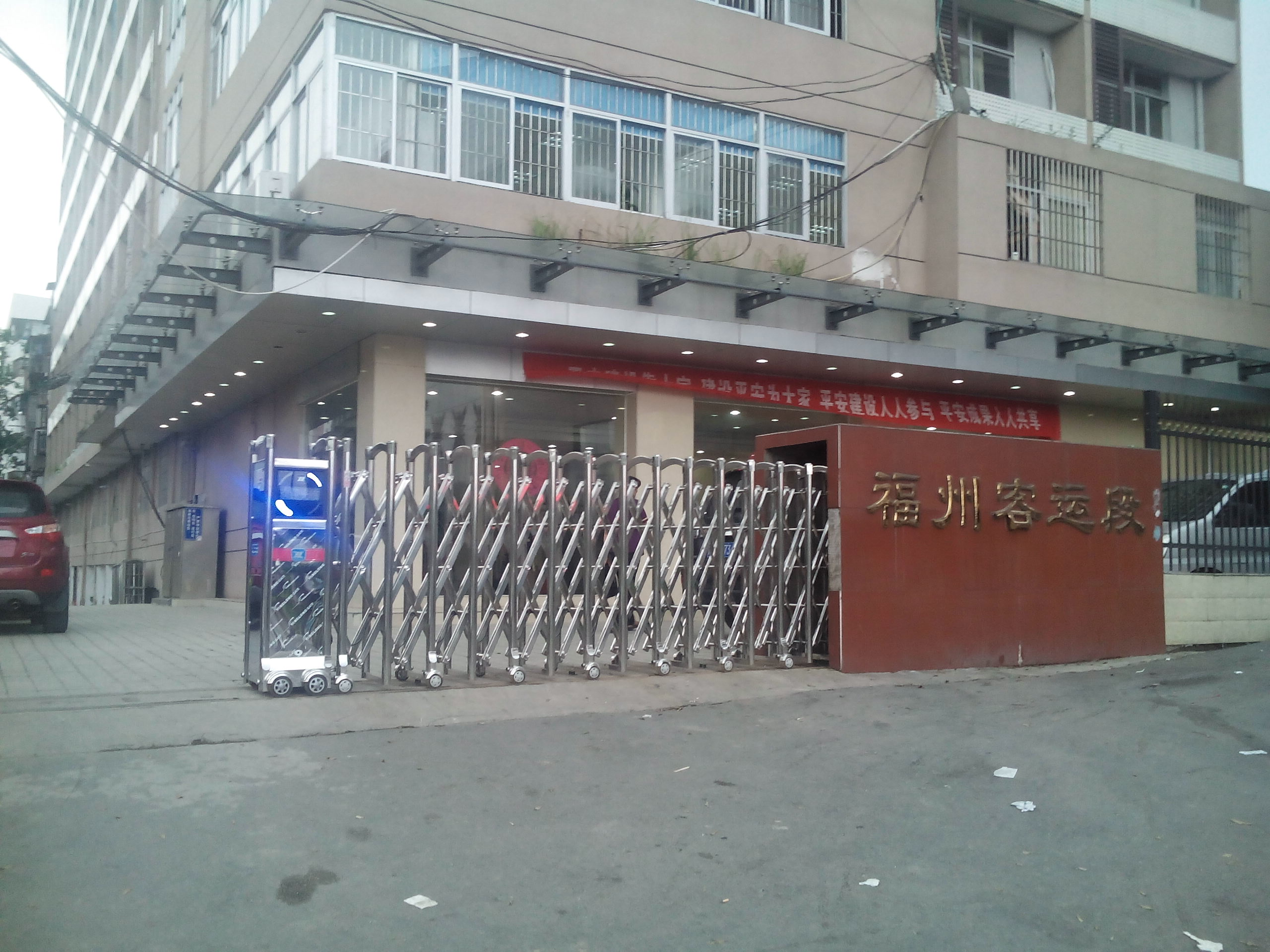
福州客运段
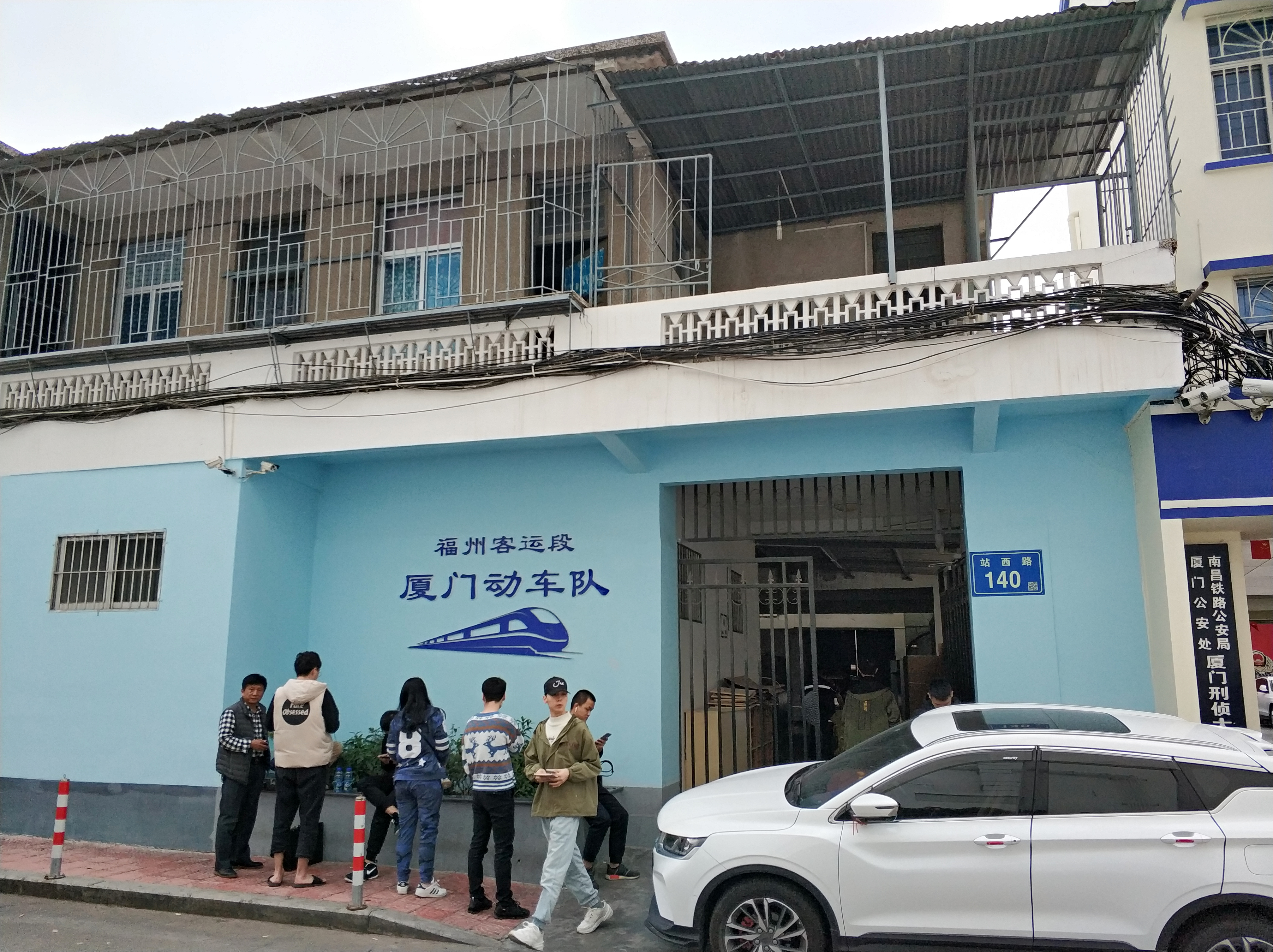
厦门动车队
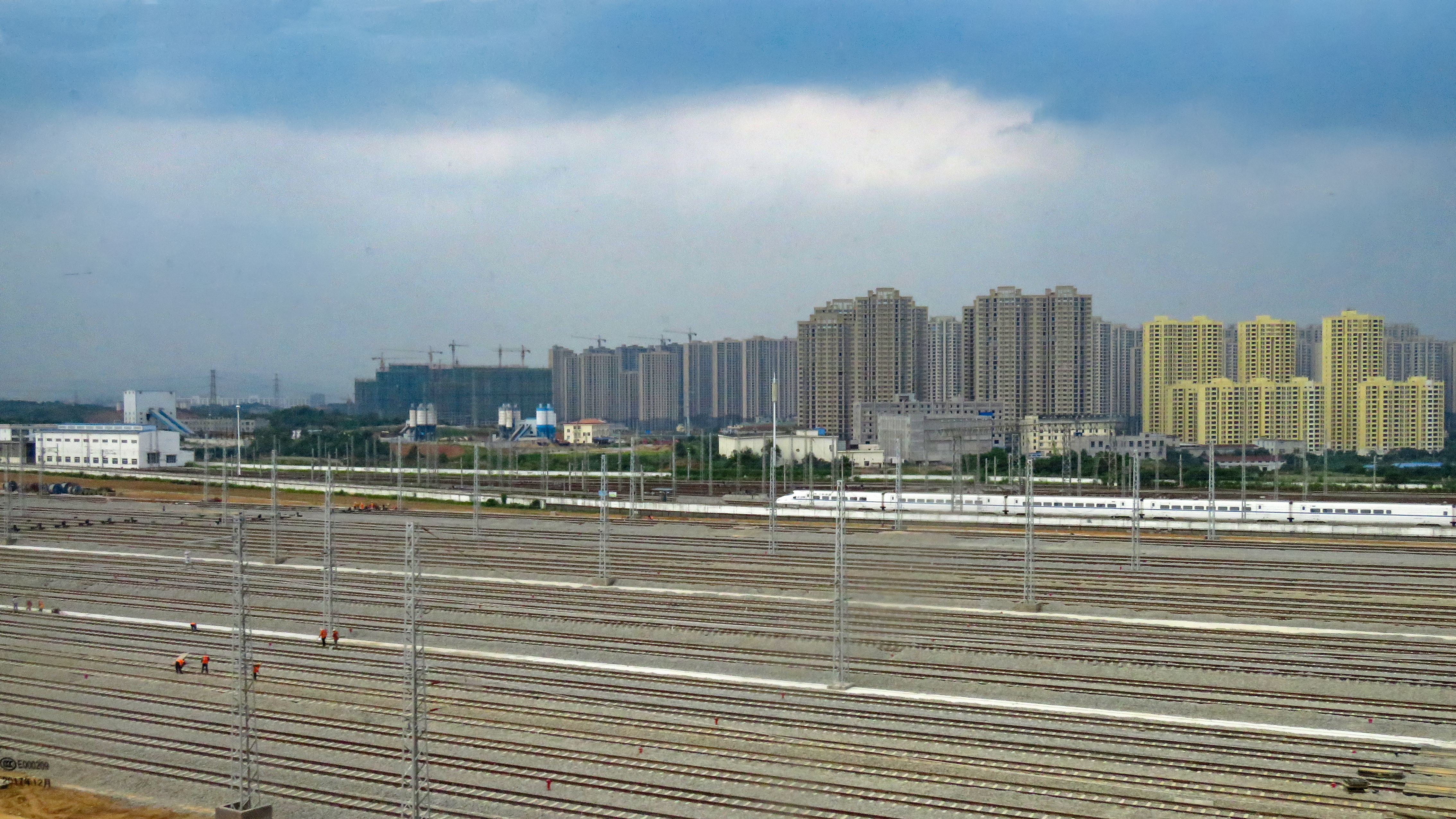
南昌西动车运用所
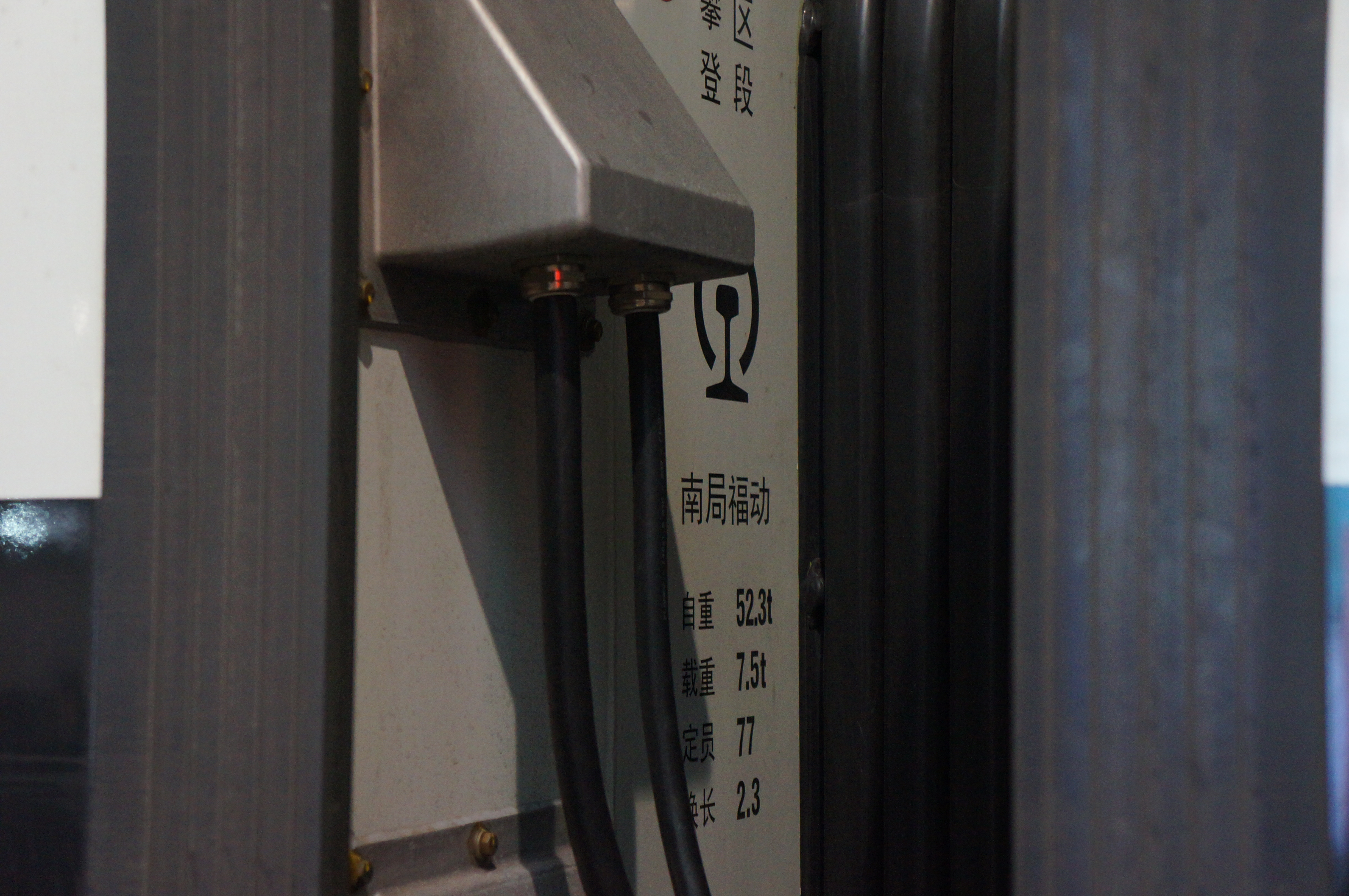
CRH1A-A型动车组上的福州动车段段标
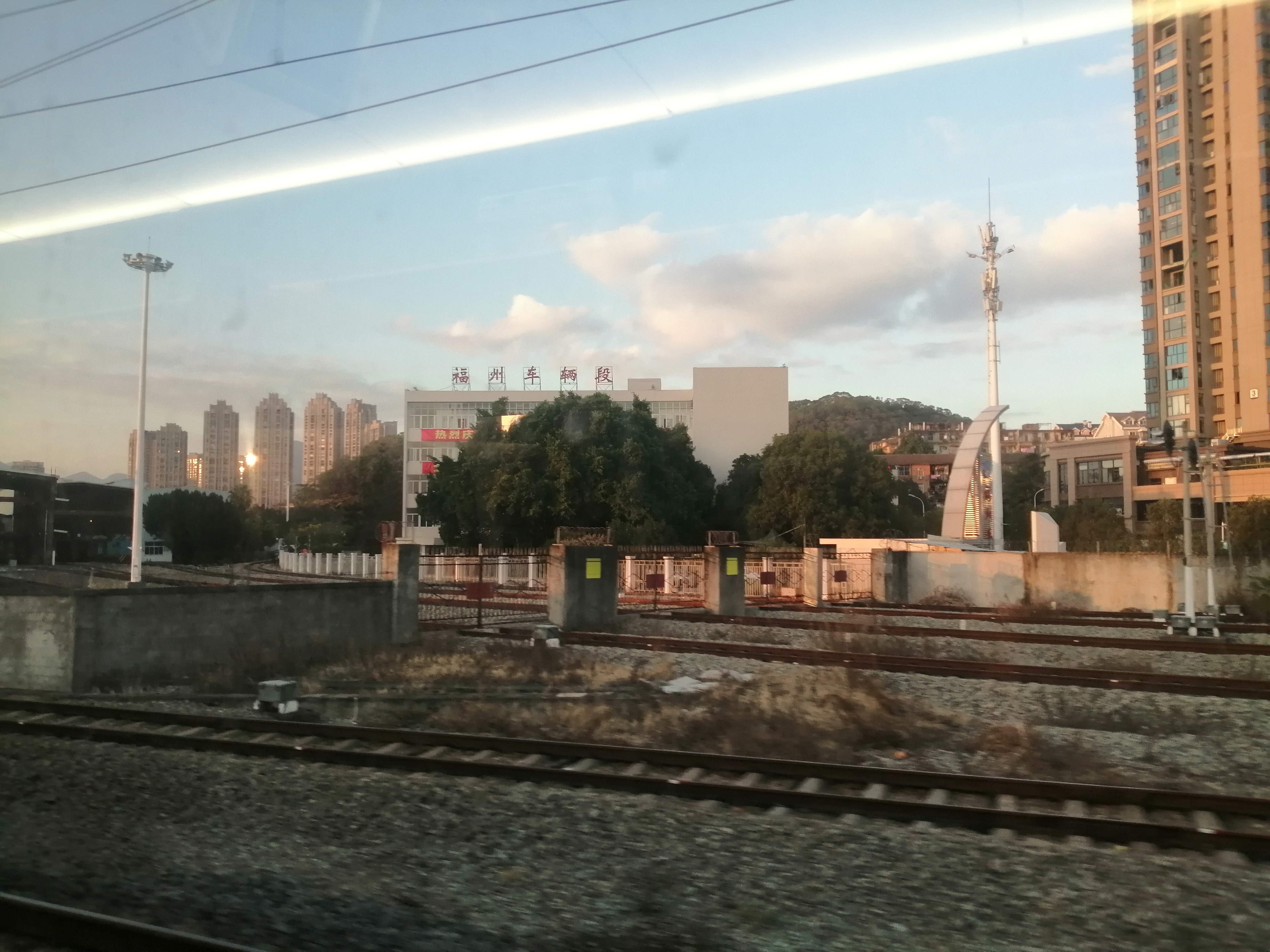
福州车辆段
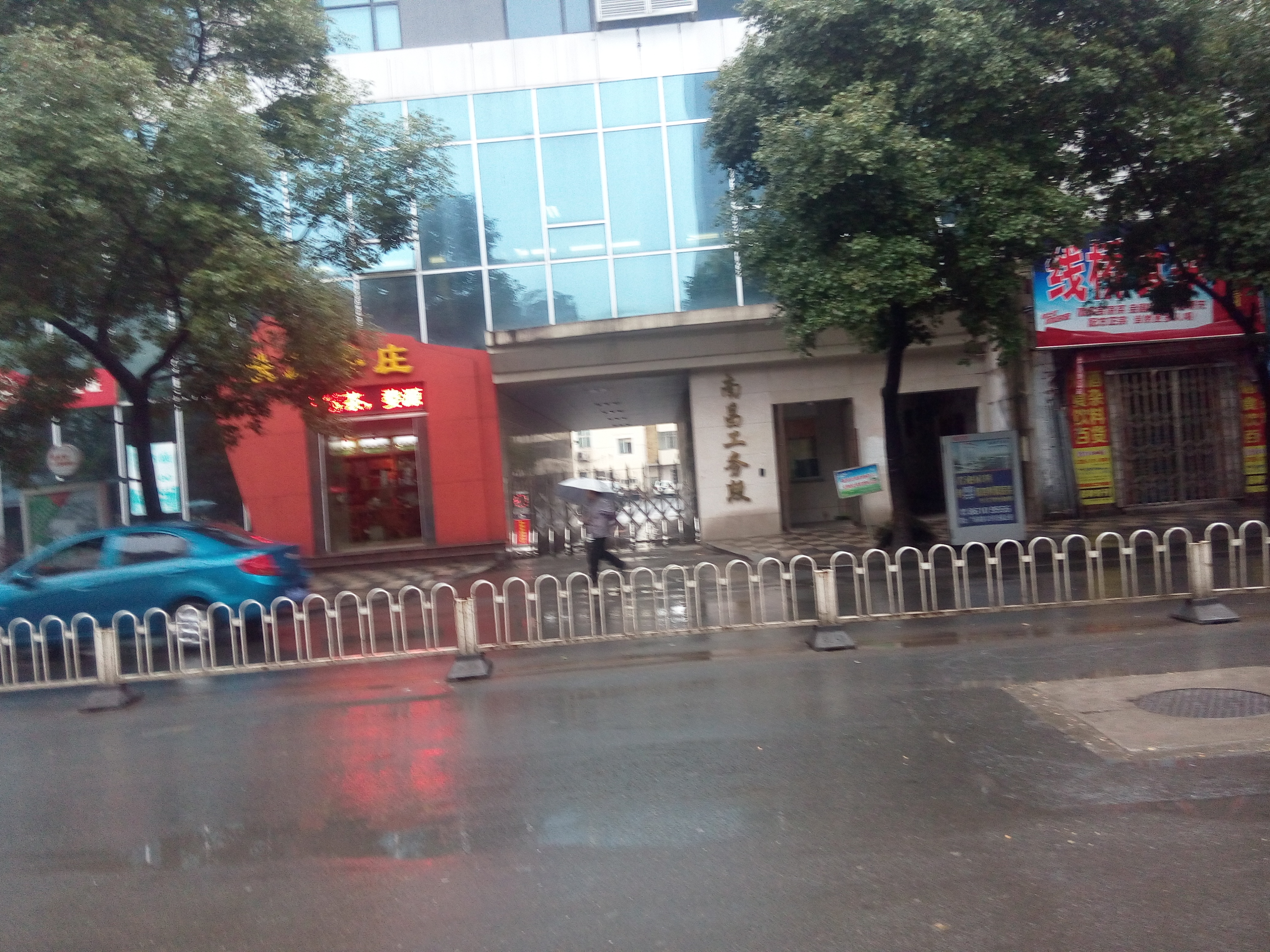
南昌工务段
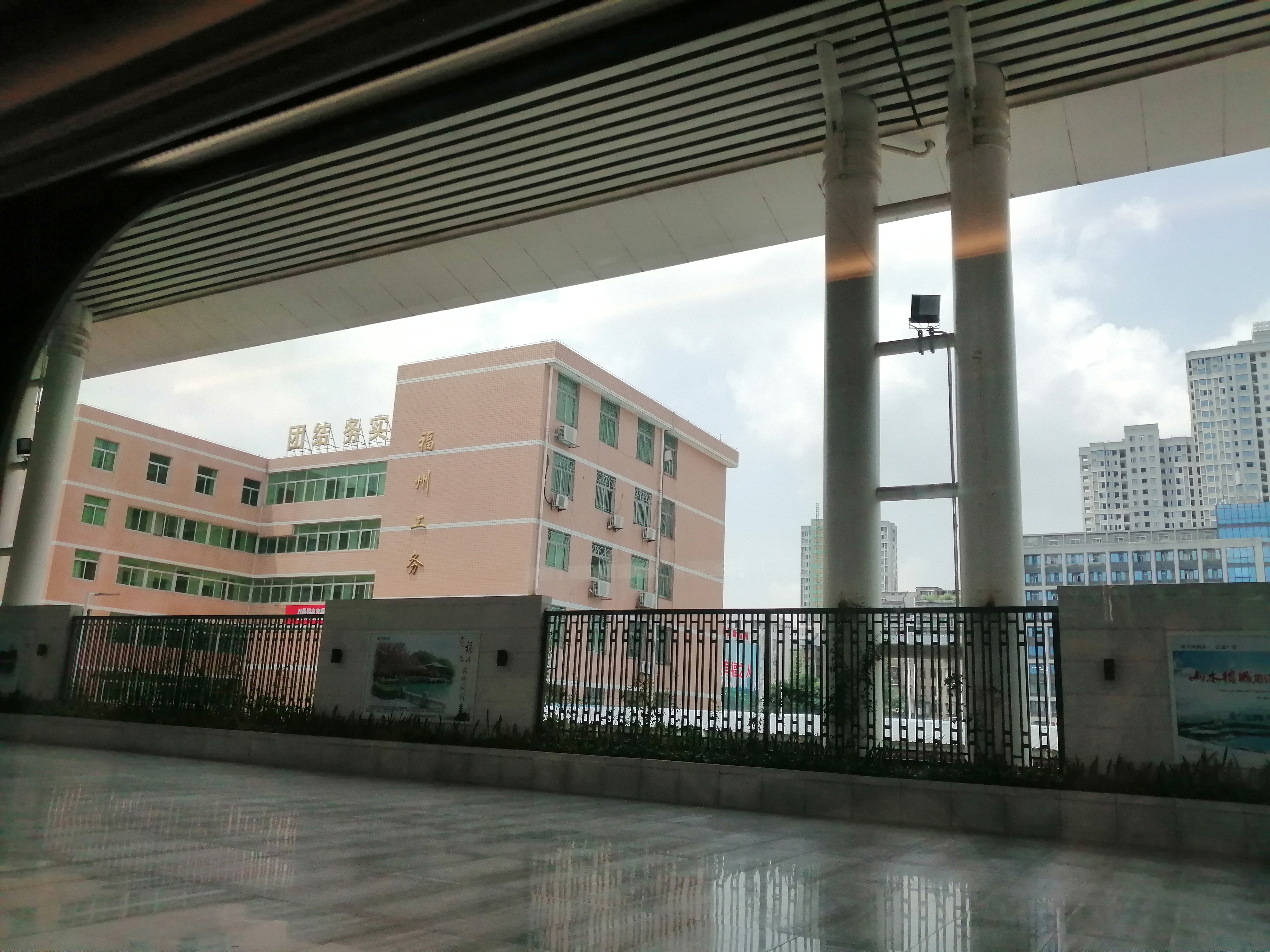
福州工务段
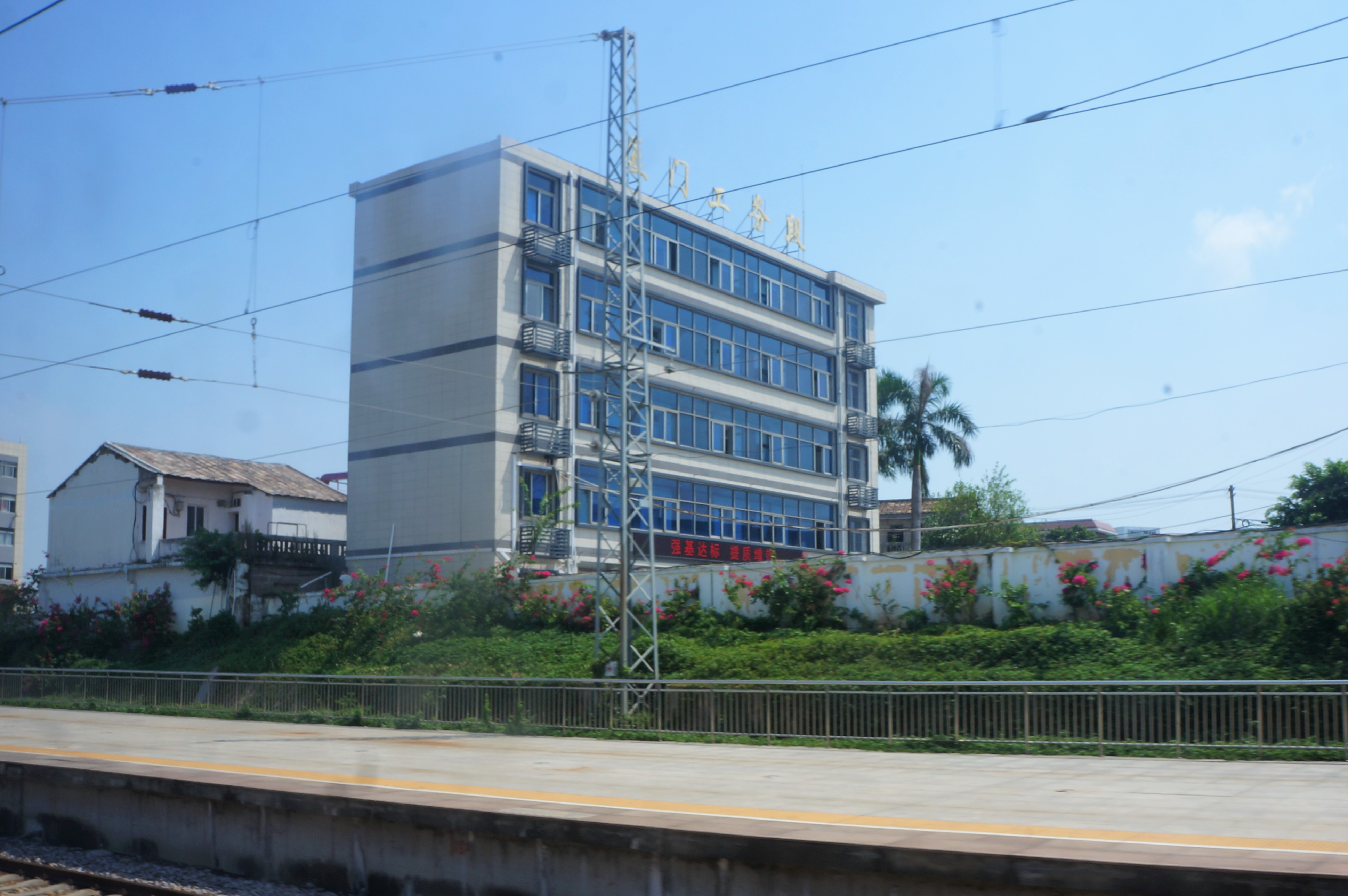
厦门工务段
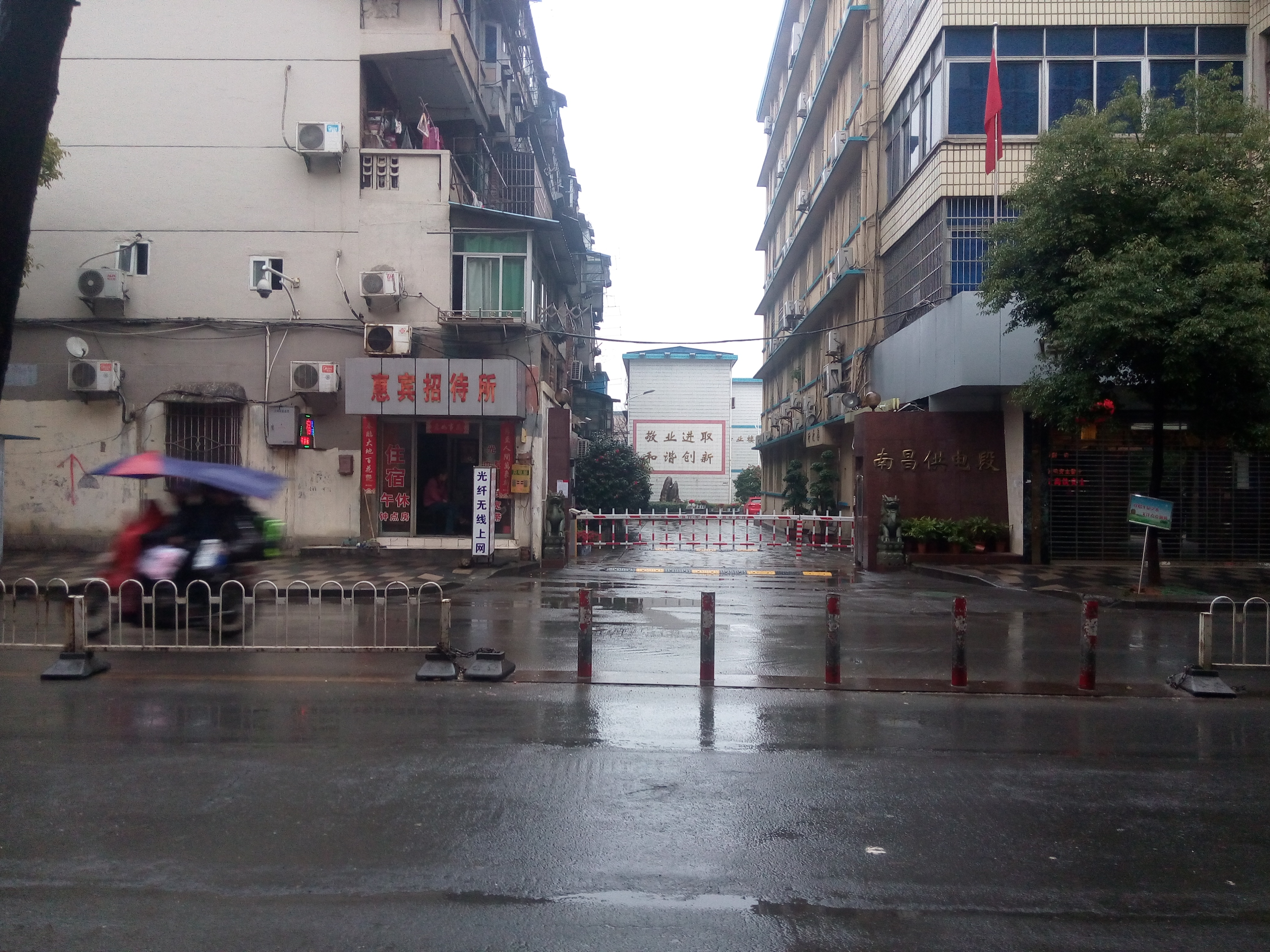
南昌供电段
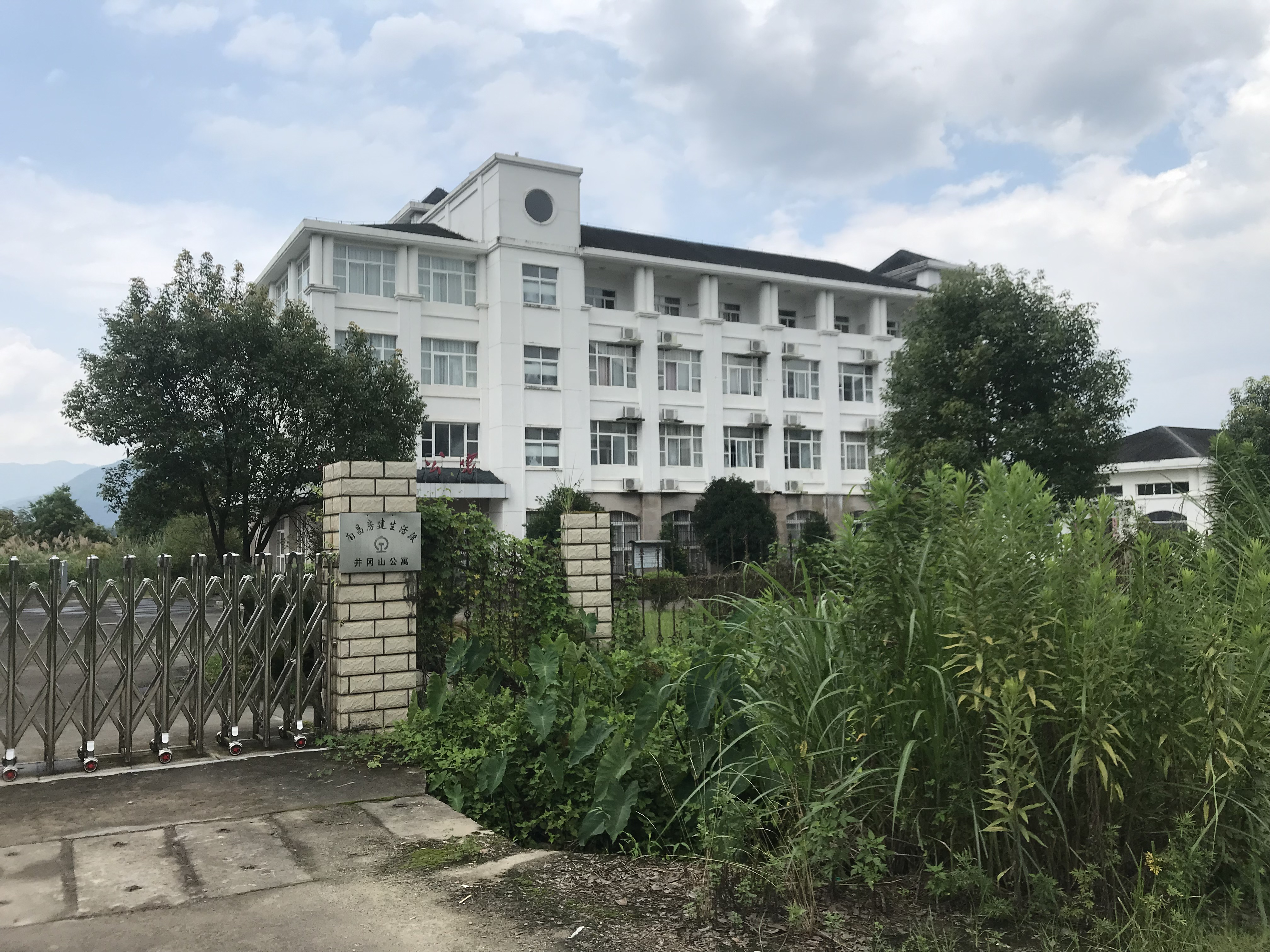
南昌房产建筑生活段井冈山公寓